# Озон, Франсуа
Франсуа́ Озо́н (фр. François Ozon; род. 15 ноября 1967 года, Париж, Франция) — французский кинорежиссёр, сценарист и продюсер, чьи фильмы часто характеризуются острой сатирой и свободными взглядами на человеческую сексуальность. Он завоевал международную популярность благодаря своим фильмам «8 женщин» (2002) и «Бассейн» (2003). Озон считается одним из важнейших французских кинорежиссёров «новой волны» во французском кинематографе, а также с группой французских кинематографистов, связанных с «cinema du corps/cinema of the body» (кино тела).

## Биография
Озон родился в Париже в семье биолога Рене Озона и Анне-Мари Озон, учительницы французского языка. У Франсуа есть брат Гийом и сестра Жюли. Закончив учёбу во французской кинематографической школе «Ля Феми» (фр. La Femis), Озон снял несколько короткометражных фильмов, в частности, «Маленькая смерть» (фр. La Petite Mort, 1995), «Летнее платье» (фр. Une robe d'été, 1996) и «Посмотри на море» (фр. Regarde La Mer, 1997) (все три были выпущены в России единым сборником под общим названием «Нарцисс у кромки лета»). Его первым полнометражным режиссёрским дебютом стала лента «Крысятник» (фр. Sitcom, 1998).
После адаптации сценария Фасбиндера под названием «Капли дождя на раскалённых камнях» (фр. Gouttes d’eau sur pierres brûlantes, 2000), Озон снял фильм, который сделал его имя широко известным за пределами Франции — «8 женщин», где сыграла плеяда таких звёзд французского кинематографа, как Катрин Денёв, Изабель Юппер, Даниэль Дарьё, Фанни Ардан и Эммануэль Беар.
В 2003 году был выпущен фильм «Бассейн» (англ. Swimming Pool), в котором снялись Шарлотта Рэмплинг и Людивин Санье. «Бассейн» стал первым англоязычным фильмом режиссёра. В 2004 году Озон завершил работу над фильмом «5x2», в котором показаны пять этапов разрушения брака двух людей. 2005 год ознаменовался выходом на экраны картины «Время прощания» (фр. Le Temps Qui Reste). Картина повествует о судьбе молодого фотографа-гея (в исполнении Мельвиля Пупо), которому поставлен диагноз «неизлечимый рак».
Озон был членом жюри 62 международного берлинского кинофестиваля, который проходил в феврале 2012 года.
Его фильм 2013 года «Молода и прекрасна» был номинирован на Золотую пальмовую ветвь Каннского кинофестиваля. Озон получил премию Европейской Киноакадемии как лучший сценарист за фильм 2012 года «В доме».
Фильм 2014 года «Новая подружка» был представлен на международном кинофестивале в Торонто в сентябре 2014 года.
Многие его фильмы удостоены наград на международных кинофестивалях. В 2019 году фильм Франсуа Озона «По воле божьей», рассказывающий о судьбе католического священника, обвинённого в педофилии, получил Гран-при 69-го Берлинского кинофестиваля.
Франсуа Озон — открытый гей. Персонажи гомосексуальной и бисексуальной ориентации в той или иной степени присутствуют в большинстве его работ.

## Постоянные актёры
Многие актёры появлялись в фильмах Озона несколько раз. Среди них:
- Себастьен Шарле — играет любовника главного героя в фильме «Летнее платье», а также появляется в других фильмах («Постельные сцены: Девы», «Крысятник») и ставил хореографию в фильмах «5×2», «8 женщин», «Капли дождя на раскалённых скалах» и «Летнее платье».
- Саша Хайльс — в короткометражных фильмах «Роза между нами» и «Увидеть море» (вместе с её настоящей дочкой Самантой).
- Франсуа Делаив — появляется в трех короткометражках Озона: «Thomas reconstituté», «Маленькая смерть» и в одной из частей «Постельных сцен».
- Камиль Жапи — в фильмах «Маленькая смерть» и «Постельные сцены».
- Эвелин Дандри — в фильмах «Крысятник» и «Отчаянная домохозяйка».
- Марина де Ван — играет в фильмах «Крысятник», «Увидеть море», а также является соавтором сценария к фильмам «Под песком» и «8 женщин», а также автором поэмы «Bouche de Saïd» из фильма «Криминальные любовники».
- Шарлотта Рэмплинг — играет в фильмах «Бассейн», «Под песком», «Ангел», «Молода и прекрасна» и «Всё прошло хорошо».
- Людивин Санье — играет в трёх фильмах: «Капли дождя на раскалённых скалах», «8 женщин» и «Бассейн».
- Люсия Санчес — играет в трёх фильмах: «Летнее платье», «Постельные сцены» и «Крысятник».
- Валерия Бруни-Тедески — в фильмах «Время прощания», «5x2» и «Лето 85».
- Катрин Денёв — главные роли в фильмах «8 женщин» и «Отчаянная домохозяйка».
- Мельвиль Пупо — в фильмах «Время прощания», «Убежище», «По воле божьей» и «Лето 85».
- Жереми Ренье — в фильмах «Криминальные любовники», «Отчаянная домохозяйка» и «Двуличный любовник».
- Фабрис Лукини — в фильмах «Отчаянная домохозяйка», «В доме» и «Мое преступление».
- Сержи Лопес — появляется в фильмах «Рики» и «Отчаянная домохозяйка» (эпизодическая роль).
- Марина Вакт — фильмы «Молода и прекрасна» и «Двуличный любовник» (главные роли)

## Фильмография

### Полнометражные фильмы
Я не планирую карьеру, эти «повороты» зависят от настроения и от темы. Не возвращаюсь к своим прежним фильмам, не анализирую их, предоставляю это критикам. Все эти фильмы — мои дети, но брошенные дети, отпущенные в свободное плавание. Я не стремлюсь удивлять, просто следую инстинкту и желанию.
- 1998 — Крысятник / Sitcom
- 1999 — Криминальные любовники / Les Amants criminels
- 2000 — Капли дождя на раскалённых скалах / Gouttes d’eau sur pierres brûlantes
- 2000 — Под песком / Sous le sable
- 2002 — 8 женщин / Huit femmes
- 2003 — Бассейн / Swimming Pool
- 2004 — 5×2 / 5×2
- 2005 — Время прощания / Le Temps qui reste
- 2007 — Ангел / Angel
- 2009 — Рики / Riki
- 2009 — Убежище / The Refuge
- 2010 — Отчаянная домохозяйка / Potiche
- 2012 — В доме / Dans la maison
- 2013 — Молода и прекрасна / Jeune et jolie
- 2014 — Новая подружка / Une nouvelle amie
- 2016 — Франц / Franz[16]
- 2017 — Двуличный любовник / L’Amant double
- 2019 — По воле Божьей / Grâce à Dieu
- 2020 — Лето 85 / Été 85
- 2021 — Всё прошло хорошо / Tout s’est bien passé
- 2022 — Петер фон Кант / Peter fon Kant
- 2023 — Моё преступление / Mon crime
- 2024 — Что случилось осенью
- 2025 — Посторонний / L'Étranger

### Короткометражные фильмы
- 1988 — Семейная фотография / Photo de famille
- 1988 — Пальцы в животе / Les doigts dans le ventre
- 1990 — / Mes parents un jour d’été
- 1991 — / Une goutte de sang
- 1991 — / Peau contre peau (les risques inutiles)
- 1991 — / Le trou madame
- 1991 — / Deux plus un
- 1992 — / Thomas reconstitué
- 1993 — Виктор / Victor
- 1994 — Роза между нами / Une rose entre nous
- 1994 — Веришь не веришь / Action vérité
- 1995 — Маленькая смерть / La petite mort
- 1996 — Летнее платье / Une robe d’été
- 1997 — Увидеть море / Regarde la mer
- 1998 — 2000 /X2000
- 1998 — Постельные сцены /Scènes de lit
- 2006 — Прелюдия /Un lever de rideau